# Diecezja Zrenjanin

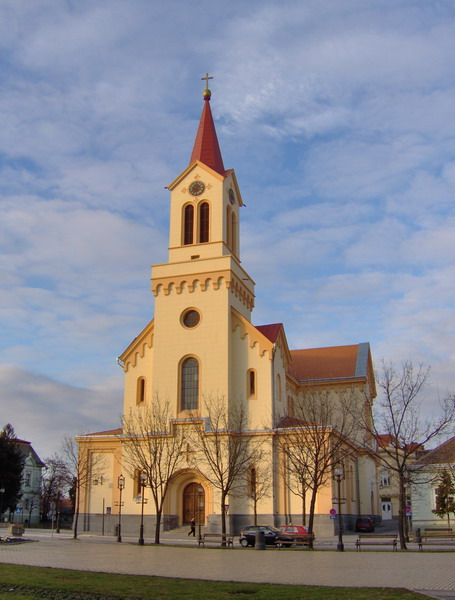
Katedra św. Jana Nepomucena w Zrenjaninie

Diecezja zrenjanińska (łac.: Dioecesis Zrenianensis, serb.: Zrenjaninska biskupija, weg.: Nagybecskereki Egyházmegye) – katolicka diecezja serbska położona w północnej części kraju, obejmująca swoim zasięgiem wschodnią część Wojwodiny. Siedziba biskupa znajduje się w katedrze św. Jana Nepomucena w Zrenjaninie.

## Historia
Do zakończenia I wojny światowej obszar diecezji wchodził w skład biskupstwa szegedsko-csanádzka. W wyniku zawartego przez Węgry traktatu pokojowego w Trianon z państwami ententy utraciły one znaczne tereny na rzecz sąsiednich państw. Wojwodina znalazła się w granicach Królestwa Serbów, Chorwatów i Słoweńców.
10 lutego 1923 papież Pius XI utworzył administraturę apostolską jugosłowiańskiego Banatu z części diecezji szgedsko-csanadzkiej, która znalazła się po wojnie w granicach Jugosławii. Po II wojnie światowej liczba wiernych z około 206 000 zmalała do 120 000. Szczególnie aktywna była na terenie diecezji w latach 1945–1960 mniejszość niemiecka zorganizowana w Donauschwaben oraz Banatdeutsche.
16 grudnia 1986 decyzją papieża Jana Pawła II została podniesiona do rangi diecezji. Kościołem diecezjalnym jest katedra pw. Św. Jana Nepomucena wzniesiona w 1868. Obecnie diecezja jest wieloetniczna, przeważają Węgrzy oraz Chorwaci, obecni są również Bułgarzy, Czesi i Niemcy.

## Biskupi
- ordynariusz - Mirko Štefković od 2024

## Główne świątynie
- Katedra - św. Jana Nepomucena w Zrenjaninie